# Remington Модель 11-48
Remington Model 11-48 самозарядний дробовик, який випускала компанія Remington Arms як перший самозарядний "нового покоління" після Другої світової війни. Його розробили для заміни Remington Модель 11, випуск тривав з 1949 по 1968 роки і випускався під набої 12, 16, 20 та 28 калібру і .410.

## Конструкція

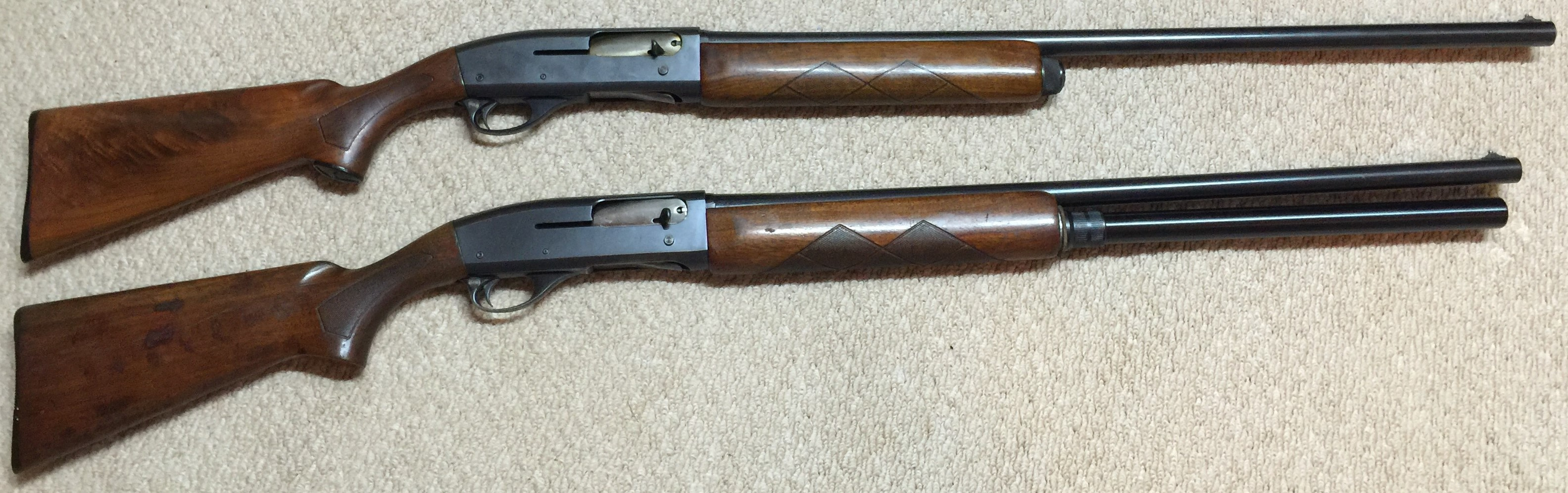
Згори модель B 1953 року; знизу модернізована модель А 1949 року

Модель 11-48 самозарядний дробовик з довгою віддачею ствола створений на базі Моделі 11, яка сама базувалася на конструкції Джона Браунінга 1898 року. Набої зберігаються в трубчастому магазині під стволом. При пострілі ствол та затвор рухаються назад разом (на відстань більшу ніж довжина гільзи) зводячи курок, викидаючи стріляну гільзу і заряджаючи інший набій з магазина в патронник.
Модель 11-48 стала революційною в тому, що було використано сталеві штамповані компоненти, що зменшувало вартість, технологію масового штампованого виробництва започаткували в Німеччині напередодні Другої світової війни (використано у військовій гвинтівці Remington  M1903A3 та в цивільній моделі Model 721 в 1948 році) і не використовували для цивільної зброї до 1949. Технологія давала дійсно взаємозамінні деталі, які для встановлення не потребували навичок зброяра і були надійними в екстремальних умовах. Вплив цих змін можна побачити на кожній рушниці Remington, а також на моделях конкурентів. Модель 11-48 відрізняється від Моделі 11 формою обробленої ствольної коробки та використанням дешевших штампованих сталевих внутрішніх деталей. Алюмінієвий кожух спускового гачка, що легко знімається, також був представлений на його наступниках.
Як і Модель 11, зброя працювала за допомогою двох зворотних пружин. Перша, розташована в прикладі, потрібна для опору затвору. Друга, розташована над трубчастим магазином, виступає зворотною пружиною для ствола, яка повертає ствол в ствольну коробку на кілька дюймів. Модель 11-48 відрізняється від Моделі 11 фрикційним кільцем розташованим на переднім конці зворотної пружини ствола. Модель 11 мала латунне фрикційне кільце з одним тупим і одним скошеним кінцем. Кільце вставляється у відповідний виріз у стволі. Для потужних зарядів кільце повертали скошеним кінцем до виступу. Для легких зарядів кільце тупим кінцем повертали до виступу. Модель 11-48 має аналогічну систему фрикційних кілець, але модифіковану для саморегулювання, щоб працювати з будь-якими зарядами.
В 1956 році Remington представили Модель 58 з відведення порохових газів, яка виявилася дорожчою у виготовленні, ніж модель 11-48, а також була менш надійною і важчою. Remington вирішили замінити Модель 58 моделлю, яка поєднувала найкращі характеристики Моделі 11-48. В результаті в 1963 році було представлено Модель 1100 для заміни Моделі 58 і виявилася настільки успішною, що скоро замінила Модель 11-48.

## Варіанти
Модель 1148 мала обтічний вигляд, який розробив Джон Вассосом і його продовжують використовувати в дробовиках Remington. Вассос був провідним промисловим дизайнером RCA, якому приписують розробку радіоприймачів, мовного обладнання та першого серійного телевізора для RCA представленого на Всесвітній виставці у Нью-Йорку у 1939 році. Нагороджений ветеран Другої світової війни, Вассос був керівником "Школи шпигунів" УСС в Каїрі з 1942 по 1945 роки, відповідаючи за підготовку агентів, яких відправляли до Греції, на Балкани та в Італію.
Sportsman '48 був варіантом, представленим відповідно до різних американських законів про полювання, які обмежували дробовики, що використовуються для полювання, трьома набоями. Рушниця мала гофрований магазин лише на два набої. Один додатковий набій розташовувався в каморі, тому загальна кількість набоїв дорівнювала трьом. Рушницю випускали під набої 12, 16 та 20 калібрів. Виїмки вдавлені в трубчастий магазин можна прибрати за допомогою круглого напилка зсередини, що дозволяло повернути можливість заряджати чотири набої.  Для стендової стрільби розробили Модель 1148SA.  Більш дорогі Моделі 1148 були оздоблені декоративною деревиною та індивідуальним гравіюванням.

## Військове використання
Невелику кількість Моделей 11-48 були замовлені солдатам для використання в Корейській війні. Знов невелику кількість одиниць для солдат закупили під час В'єтнамської війни корпусом морської піхоти США.